# 圣雅各伯堂 (加的斯)

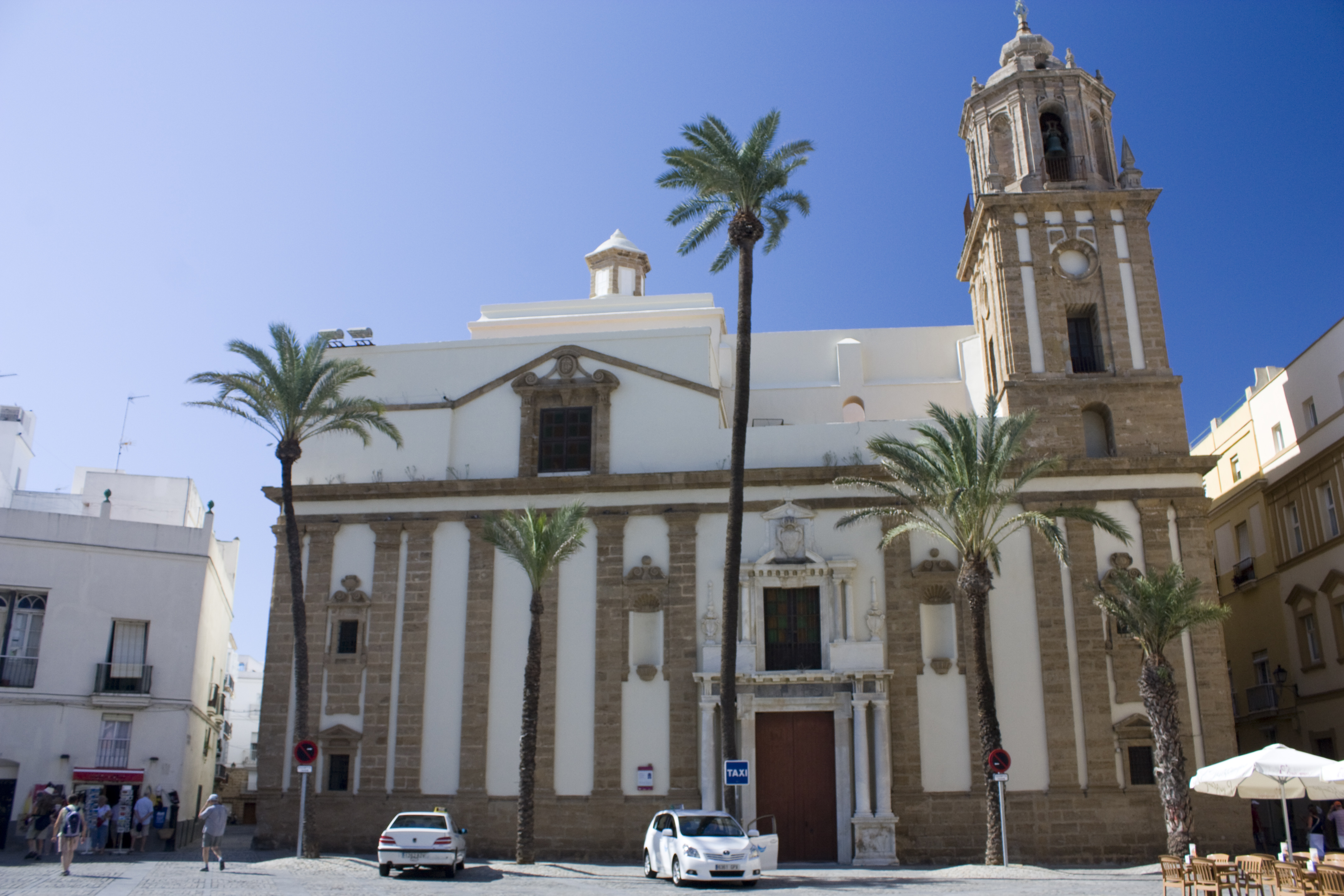

圣雅各伯堂（西班牙語：Iglesia de Santiago）是一座罗马天主教教堂，位于西班牙安达卢西亚加的斯，建于1635年，风格主义风格，与加的斯主教座堂同位于主教座堂广场（Plaza de la Catedral）上，原为该城耶稣会学校总部，现仅存这座教堂。

## 历史
该堂由阿隆索·罗梅罗（Alonso Romero）创建于1563年，隶属于耶稣会学院。1596年遭英国海军洗劫后，重建为风格主义样式。

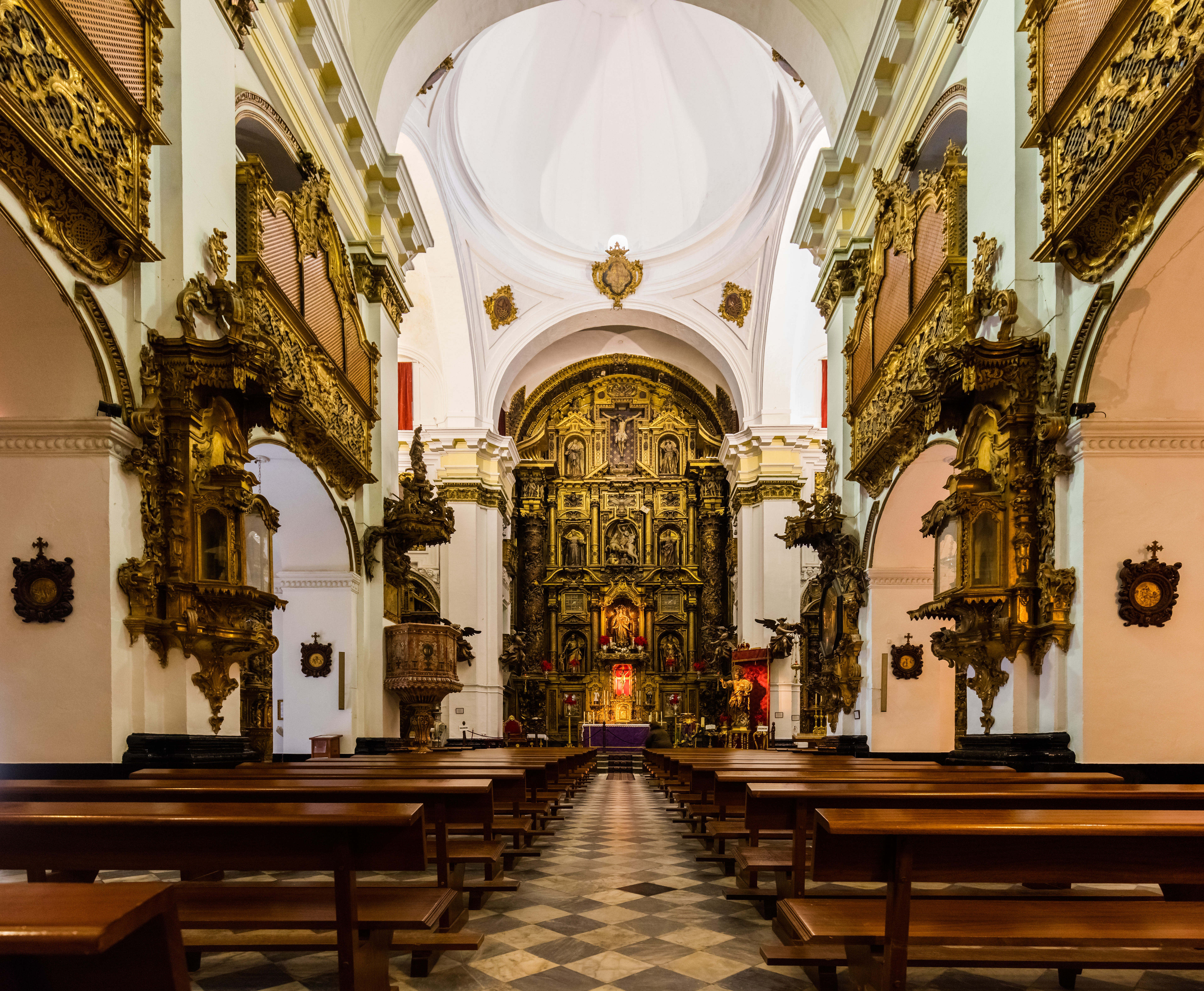

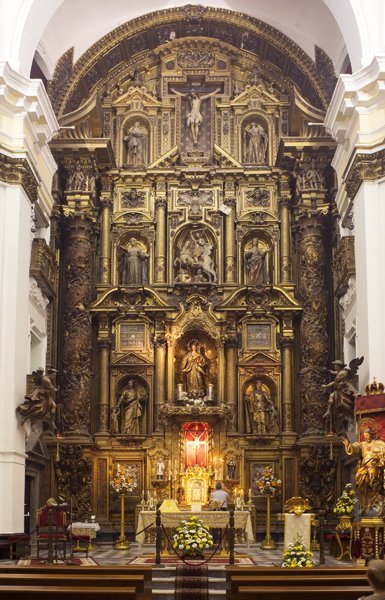